# ارباب اژدها
ارباب اژدها (به انگلیسی Dragon Lord) فیلمی رزمی به کارگردانی جکی چان و تهیه‌کنندگی ریموند چو است. این فیلم محصول کشور هنگ کنگ و ساخته سال ۱۹۸۲ میلادی است.

## داستان فیلم
اژدها (با بازی جکی چان) و پسر عمویش، کاملاً تصادفی با گروهی سارق که قصد دارند یکی از گنجینه‌های ملی کشور چین را دزدیده و بفروشند رو به رو می‌شوند و …

## بازیگران
- جکی چان – لانگ / دراگون هو
- مارس
- تی‌ین فنگ – پدر دراگون